# Lijst van gemeenten in het departement Loir-et-Cher
Hieronder volgt een lijst van de 291 gemeenten (communes) in het Franse departement Loir-et-Cher (departement 41).

## A
Ambloy
- Angé
- Areines
- Artins
- Arville
- Autainville
- Authon
- Avaray
- Averdon
- Azé

## B
Baigneaux
- Baillou
- Bauzy
- Beauchêne
- Beauvilliers
- Billy
- Binas
- Blois
- Boisseau
- Bonneveau
- Bouffry
- Bourré
- Boursay
- Bracieux
- Brévainville
- Briou
- Busloup

## C
Candé-sur-Beuvron
- Cellé
- Cellettes
- Chailles
- Chambon-sur-Cisse
- Chambord
- Champigny-en-Beauce
- Chaon
- La Chapelle-Enchérie
- La Chapelle-Montmartin
- La Chapelle-Saint-Martin-en-Plaine
- La Chapelle-Vendômoise
- La Chapelle-Vicomtesse
- Châteauvieux
- Châtillon-sur-Cher
- Châtres-sur-Cher
- Chaumont-sur-Loire
- Chaumont-sur-Tharonne
- La Chaussée-Saint-Victor
- Chauvigny-du-Perche
- Chémery
- Cheverny
- Chissay-en-Touraine
- Chitenay
- Choue
- Choussy
- Chouzy-sur-Cisse
- La Colombe
- Conan
- Concriers
- Contres
- Cormenon
- Cormeray
- Couddes
- Couffy
- Coulanges
- Coulommiers-la-Tour
- Courbouzon
- Cour-Cheverny
- Courmemin
- Cour-sur-Loire
- Couture-sur-Loir
- Crouy-sur-Cosson
- Crucheray

## D
Danzé
- Dhuizon
- Droué

## E
Épiais
- Épuisay
- Les Essarts

## F
Faverolles-sur-Cher
- Faye
- Feings
- La Ferté-Beauharnais
- La Ferté-Imbault
- La Ferté-Saint-Cyr
- Fontaines-en-Sologne
- Fontaine-les-Coteaux
- Fontaine-Raoul
- La Fontenelle
- Fortan
- Fossé
- Fougères-sur-Bièvre
- Françay
- Fresnes
- Fréteval

## G
Le Gault-Perche
- Gièvres
- Gombergean
- Gy-en-Sologne

## H
Les Hayes
- Herbault
- Houssay
- Huisseau-en-Beauce
- Huisseau-sur-Cosson

## J
Josnes

## L
Lamotte-Beuvron
- Lancé
- Lancôme
- Landes-le-Gaulois
- Langon
- Lassay-sur-Croisne
- Lavardin
- Lestiou
- Lignières
- Lisle
- Loreux
- Lorges
- Lunay

## M
La Madeleine-Villefrouin
- Maray
- Marchenoir
- Marcilly-en-Beauce
- Marcilly-en-Gault
- Mareuil-sur-Cher
- La Marolle-en-Sologne
- Marolles
- Maslives
- Maves
- Mazangé
- Méhers
- Membrolles
- Menars
- Mennetou-sur-Cher
- Mer
- Mesland
- Meslay
- Meusnes
- Millançay
- Moisy
- Molineuf
- Mondoubleau
- Monteaux
- Monthou-sur-Bièvre
- Monthou-sur-Cher
- Les Montils
- Montlivault
- Montoire-sur-le-Loir
- Mont-près-Chambord
- Montrichard
- Montrieux-en-Sologne
- Montrouveau
- Morée
- Muides-sur-Loire
- Mulsans
- Mur-de-Sologne

## N
Naveil
- Neung-sur-Beuvron
- Neuvy
- Nouan-le-Fuzelier
- Nourray
- Noyers-sur-Cher

## O
Oigny
- Oisly
- Onzain
- Orçay
- Orchaise
- Ouchamps
- Oucques
- Ouzouer-le-Doyen
- Ouzouer-le-Marché

## P
Périgny
- Pezou
- Pierrefitte-sur-Sauldre
- Le Plessis-Dorin
- Le Plessis-l'Échelle
- Le Poislay
- Pontlevoy
- Pouillé
- Pray
- Prénouvellon
- Prunay-Cassereau
- Pruniers-en-Sologne

## R
Rahart
- Renay
- Rhodon
- Rilly-sur-Loire
- Rocé
- Roches
- Les Roches-l'Évêque
- Romilly
- Romorantin-Lanthenay
- Rougeou
- Ruan-sur-Egvonne

## S
Saint-Agil
- Saint-Aignan
- Saint-Amand-Longpré
- Sainte-Anne
- Saint-Arnoult
- Saint-Avit
- Saint-Bohaire
- Saint-Claude-de-Diray
- Saint-Cyr-du-Gault
- Saint-Denis-sur-Loire
- Saint-Dyé-sur-Loire
- Saint-Étienne-des-Guérets
- Saint-Firmin-des-Prés
- Sainte-Gemmes
- Saint-Georges-sur-Cher
- Saint-Gervais-la-Forêt
- Saint-Gourgon
- Saint-Hilaire-la-Gravelle
- Saint-Jacques-des-Guérets
- Saint-Jean-Froidmentel
- Saint-Julien-de-Chédon
- Saint-Julien-sur-Cher
- Saint-Laurent-des-Bois
- Saint-Laurent-Nouan
- Saint-Léonard-en-Beauce
- Saint-Loup
- Saint-Lubin-en-Vergonnois
- Saint-Marc-du-Cor
- Saint-Martin-des-Bois
- Saint-Ouen
- Saint-Rimay
- Saint-Romain-sur-Cher
- Saint-Sulpice-de-Pommeray
- Saint-Viâtre
- Salbris
- Sambin
- Santenay
- Sargé-sur-Braye
- Sasnières
- Sassay
- Savigny-sur-Braye
- Seigy
- Seillac
- Selles-Saint-Denis
- Selles-sur-Cher
- Selommes
- Semerville
- Séris
- Seur
- Soings-en-Sologne
- Souday
- Souesmes
- Sougé
- Souvigny-en-Sologne
- Suèvres

## T
Talcy
- Le Temple
- Ternay
- Theillay
- Thenay
- Thésée
- Thoré-la-Rochette
- Thoury
- Tourailles
- Tour-en-Sologne
- Tréhet
- Tripleville
- Troo

## V
Valaire
- Vallières-les-Grandes
- Veilleins
- Vendôme
- Verdes
- Vernou-en-Sologne
- Veuves
- Vievy-le-Rayé
- Villavard
- La Ville-aux-Clercs
- Villebarou
- Villebout
- Villechauve
- Villedieu-le-Château
- Villefranche-sur-Cher
- Villefrancœur
- Villeherviers
- Villemardy
- Villeneuve-Frouville
- Villeny
- Villeporcher
- Villerable
- Villerbon
- Villermain
- Villeromain
- Villetrun
- Villexanton
- Villiersfaux
- Villiers-sur-Loir
- Vineuil
- Vouzon

## Y
Yvoy-le-Marron